# Élection présidentielle américaine de 1976 dans le Vermont
 (septembre 2023).
L'élection présidentielle américaine de 1976 dans le Vermont a lieu le 2 novembre 1976 comme dans les 49 autres États qui composent les États-Unis ainsi que le district de Columbia. Les électeurs vermontois choisissent des grands électeurs pour les représenter dans le collège électoral à travers un vote populaire. Le Vermont possède en 1976 3 grands électeurs. L'État donne l'ensemble de ses grands électeurs au candidat du Parti républicain, le président sortant Gerald Ford. 
Le candidat vainqueur de ce scrutin dans tout le pays sera néanmoins le candidat démocrate Jimmy Carter, qui occupera la présidence des États-Unis du 20 janvier 1977 au 20 janvier 1981, date à laquelle Ronald Reagan lui succédera. 